# 다운그레이드
컴퓨팅에서 다운그레이딩 또는 다운그레이드(downgrade)는 소프트웨어나 하드웨어를 더 오래된 버전으로 되돌리는 것을 말한다. 다운그레이드는 업그레이드의 반의어이다. 종종, 복잡한 프로그램들은 사용하지 않거나 버그가 많은 기능들을 제거하기 위해, 속도 향상 및 쉬운 사용을 위해 다운그레이드가 필요할 수 있다. 기계에서도 동일한 현상이 발생할 수 있다.
다운그레이드된 프로그램의 예로는 전문 컴퓨터 그래픽 아티스들이 사용하는 3ds 맥스의 다운그레이드 버전인 Gmax를 들을 수 있으며, 이 프로그램은 다운로드가 무료이고 사용하기 쉽게 단순화되어 있다.
"다운그레이드"라는 표현은 특히 윈도우 비스타 시절에 대중화되었는데, 비스타의 성능 및 적응 문제로 인해 윈도우 XP로 다운그레이드하거나 회귀하려는 사용자들이 있었기 때문이다. 그 밖의 이유로는 사용자의 응용 프로그램들이 새로운 운영 체제를 지원하지 않아서 더 오래된 버전으로 돌아간 경우이다.

## 같이 보기
- 백포팅(backporting)
- 다운그레이드 공격